# Голосний низько-середнього підняття
Голосні низько-середнього піднесення (англ. Open-mid vowel) — різновид голосних звуків, що вимовляються з відносно низьким підняттям відповідної частини язика в ротовій порожнині.
Інколи голосні високо-середнього піднесення називають напіввідкритими оскільки під час артикуляції спинка язика підноситься до піднебіння на 1/3 загальної висоти ротової порожнини, а рот відкривається вужче ніж під час вимови голосних низького піднесення.
За Міжнародним фонетичним алфавітом до голосних низько-середнього піднесення належать:
| неогублений голосний переднього ряду низько-середнього піднесення | [ɛ] |
| огублений голосний переднього ряду низько-середнього піднесення   | [œ] |
| неогублений голосний середнього ряду низько-середнього піднесення | [ɜ] |
| огублений голосний середнього ряду низько-середнього піднесення   | [ɞ] |
| неогублений голосний заднього ряду низько-середнього піднесення   | [ʌ] |
| огублений голосний заднього ряду низько-середнього піднесення     | [ɔ] |